# دولت مرکزی تبت
دولت مرکزی تبت (به انگلیسی: Central Tibetan Administration) یک دولت در تبعید در هند است. که پس سقوط تبت و الحاق به چین و فرار دالایی لاما پس از شورش ۱۹۵۹ به هند تاسیس شد و در سال ۱۹۹۱ منشور تبتی های در تبعید نوشته شد و در سال ۲۰۱۱ اصلاح شد